# Zakerana pierrei
Zakerana pierrei es una especie  de anfibios de la familia Dicroglossidae.

## Distribución geográfica
Se encuentra en el Nepal y en zonas adyacentes de la India y Bangladés.